# International Society for Philosophical Enquiry

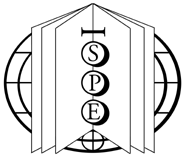
Логотип International Society for Philosophical Enquiry.

International Society for Philosophical Enquiry (ISPE, ру. Международное общество для философских исследований) является глобальным научным и философским обществом для людей с высоким уровнем интеллекта (IQ), основанным в 1974 году. ISPE посвящено продвинутым и оригинальным исследованиям и вкладам участвующих.

## Происхождение
ISPE было основано Д-р Кристофером Хардингом, экспертом по психометрии, проживающим в Квинсленде, Австралия. В издании Книги рекордов Гиннесса 1966 года доктор Хардинг числится как «Самый умный человек в мире». Общество организуется добровольно избираемыми и назначаемыми сотрудниками в соответствии с её Уставом.
Девиз ISPE — «Quaere Vērum», что означает «искать истину». ISPE как организация не придерживается каких-либо официальных политических убеждений или принадлежностей. Её цели сосредоточены на освоении интеллекта для улучшения общества, и на предоставлении форума для дискуссий и обменов с целью способствовать интеллектуальному развитию своих членов.
Общество издаёт ежеквартальный журнал Telicom (ISSN 1087-6456). Это название происходит от «telic» (направление в сторону принципа или цели) и «communication». Журнал публикует оригинальные произведения искусства, поэзию и статьи, «представляющие интерес широкому сегменту членского состава». В частности приветствуются спорные вопросы, вызывающие оживлённые дискуссии.

## Членство
Допуск в общество ограничивается людьми в верхнем 0,1 % (99,9-й перцентиль) когнитивных способностей, измеряемых одобренными тестами интеллекта. ISPE неофициально известно как «Тысяча», будучи первым (и недолгим) названием общества в 1974 году, потому что статистически лишь один человек на тысячу (3,09 стандартных отклонений выше среднего в нормальном распределении) имеет умственные способности, удовлетворяющие критериям допуска. Это соответствует баллу 149 для IQ-тестов со стандартным отклонением в 16, таких как тест Стэнфорд-Бине, или 146 для тестов со стандартным отклонением в 15, как, например, тест Векслера.
Общество демократически управляется голосованием полноправных членов и выше.

### Сфера деятельности
В 1981 году, Книга рекордов Гиннесса (ISBN 0-8069-0198-5) заявила, что в ISPE состоят «239 членов, из которых все имеют среднее IQ в 160, ни у кого не ниже 148, а у некоторых выше 196». (стр. 35). Другое упоминание появляется в издании 1993 года.
В апреле 2006 года членство достигло 583 членов из 29 стран, хотя большинство (81,65 %) проживали в США в 45 штатах и в округе Колумбия.
Этими 29 странами являются Австралия, Бельгия, Канада, Китай (САР Гонконг), Дания, Финляндия, Франция, Германия, Венгрия, Индия, Ирландия, Израиль, Италия, Япония, Южная Корея, Мексика, Нидерланды, Норвегия, Россия, Сербия, Сингапур, Словакия, Южная Африка, Испания, Швеция, Швейцария, Великобритания и США.

### Уровни членства
В ISPE особенная система продвижения, предназначенная для поощрения использования членами своих способностей на благо человечества. Существует шесть обычных уровня членства:
- Associate Member (ассоциированный участник) (66,7 % от общего состава)
- Member (член) (14,1 %)
- Fellow (сотрудник) (7,4 %)
- Senior Fellow (старший сотрудник) (4,6 %)
- Senior Research Fellow (старший научный сотрудник) (3,3 %)
- Diplomate (дипломат) (2,7 %).

Существует также седьмой, особый, уровень «философ» (0,5 %).
Новые члены вступают на уровне ассоциированного участника и получают привилегии голосования по продвижению к членскому статусу. Первые шесть уровней могут достигаться путём демонстрации различных достижений, которые осуществляют на практике цели общества. Уровень дипломата требует одобрения от большинства членов при голосовании о продвижении выдвинутого кандидата. Философ, наивысший уровень, является редким и может быть достигнут только путём назначения.
В дополнение, уважаемые люди вне общества могут получать статус наставников (0,7 %) и почётных членов. Пол Р. Эрлих стал почётным членом в 1991 году.

### Известные члены
- Сандрин Ердели-Сайо

## Цели ISPE
Хартия ISPE перечисляет девять целей ISPE:
- Поощрять письменные общения между членами со схожими интересами и уровнями умственных способности, с целью обмена мыслями, идеями и открытиями. Питать присущее нашим членам любопытство глубокомысленными исследованиями и рассуждениями, расширяя их кругозор знаний и мудрости.
- Поощрять личные достижения членов в области предоставления услуг обществу и вкладов в человечество в целом.
- Обеспечить канал для индивидуальной инициативы и предоставить членам возможность продвижения в обществе и стать служащими в исполнительных или руководительских должностях, в которых они могут приносить пользу обществу, одновременно обогащая их собственный опыт.
- Предложить возможность членам, занимающим ответственные должности вне общества помогать продвижению потенциала других членов.
- Продолжать расширять членский состав общества путём поощрения членов к поиску и предложению вступить в общество потенциальных членов посредством тестирования их способностей, таким образом увеличивая свой состав способных людей и расширяя горизонты всех из них.
- Накоплять естественный ресурс талантов и способностей и помогать нашим членам достичь успеха и признания, которые они способны заслужить.
- Предоставлять консультационные услуги в виде переписки для членов, которым они могут понадобиться в их образовании, нынешней профессии и жизненном труде. Предоставлять руководство и советы более опытных членов другим членам, которым эти знания могут быть полезны.
- Объединить всех членов и укрепить их отношения через ежемесячный журнал Telicom, который будет держать их в курсе деятельности общества и который может приносить им пользу путём обмена опытом с другими членами. Вклад материала и биографические или автобиографические зарисовки членов, которые заслужили продвижение в обществе, или кто сделал некий выдающийся вклад внутри или за пределами общества, будет искаться и публиковаться для назидания и стимулирования идей среди других членов.
- Расширять наши потенциалы путём здоровья и долголетия.